# Armin Sowa
Armin Sowa, né le 2 août 1959, à Waake, en Allemagne de l'Ouest, est un ancien joueur allemand de basket-ball. Il évolue durant sa carrière au poste d'ailier.